# الاتحاد الوطني للعمل
الاتحاد الوطني للعمل (بالإسبانية: Confederación Nacional del Trabajo)‏ أو CNT هو اتحاد إسباني لنقابات العمال النقابية اللاسلطوية التابعة لرابطة العمال الدولية (بالإسبانية: Asociación Internacional de los Trabajadores)‏ أو AIT وعند العمل مع رابطة العمال الدولية تعرف باسم CNT-AIT. تاريخياً، ارتبط الاتحاد بالاتحاد الأيبيري اللاسلطوي (بالإسبانية: Federación Anarquista Ibérica)‏ أو FAI. في ذاك السياق يشار له باسم CNT-FAI. طوال تاريخه لعب الاتحاد دوراً رئيسياً في الحركة العمالية الإسبانية.
يتميز الاتحاد الوطني للعمل عن النقابات الأخرى بتمويله الذاتي ورفضه للتمويل الحكومي.

## روابط خارجية
- الاتحاد الوطني للعمل على موقع الموسوعة البريطانية (الإنجليزية)